# Steyr-Daimler-Puch
Steyr-Daimler-Puch fue un gran conglomerado manufacturero con sede en Steyr, Austria, que fue desmembrado en varias etapas entre 1987 y 2001. Los diferentes componentes operativos continuaron existiendo con distintos propietarios y nuevos nombres.

## Historia
La compañía fue fundada como Josef und Franz Werndl and Company en 1864 como un fabricante de fusiles, pero se hizo conocida como Steyr-Werke AG en 1924. La compañía empezó la producción de bicicletas en 1894, y automóviles Steyr en 1915. Los primeros coches Steyr (Tipo II) eran pesados y bien construidos, aunque algo incómodos; pronto, sin embargo, desarrolló versiones deportivas con una lista impresionantes de éxitos internacionales. El pequeño pero lujoso 1.5 L seis Tipo XII de finales de la década de 1920 ganó la aclamación de la prensa de motor internacional.

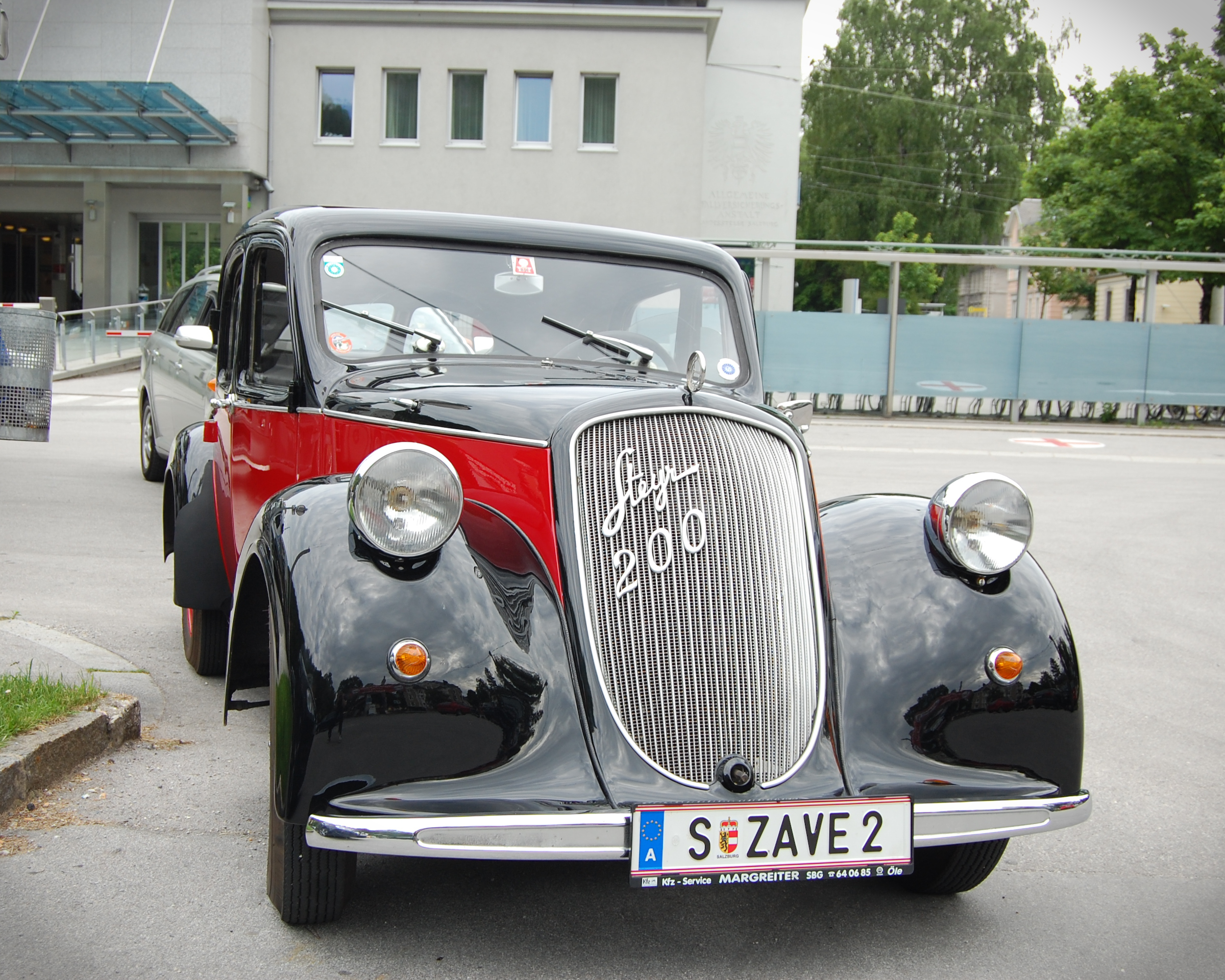
Steyr 200.

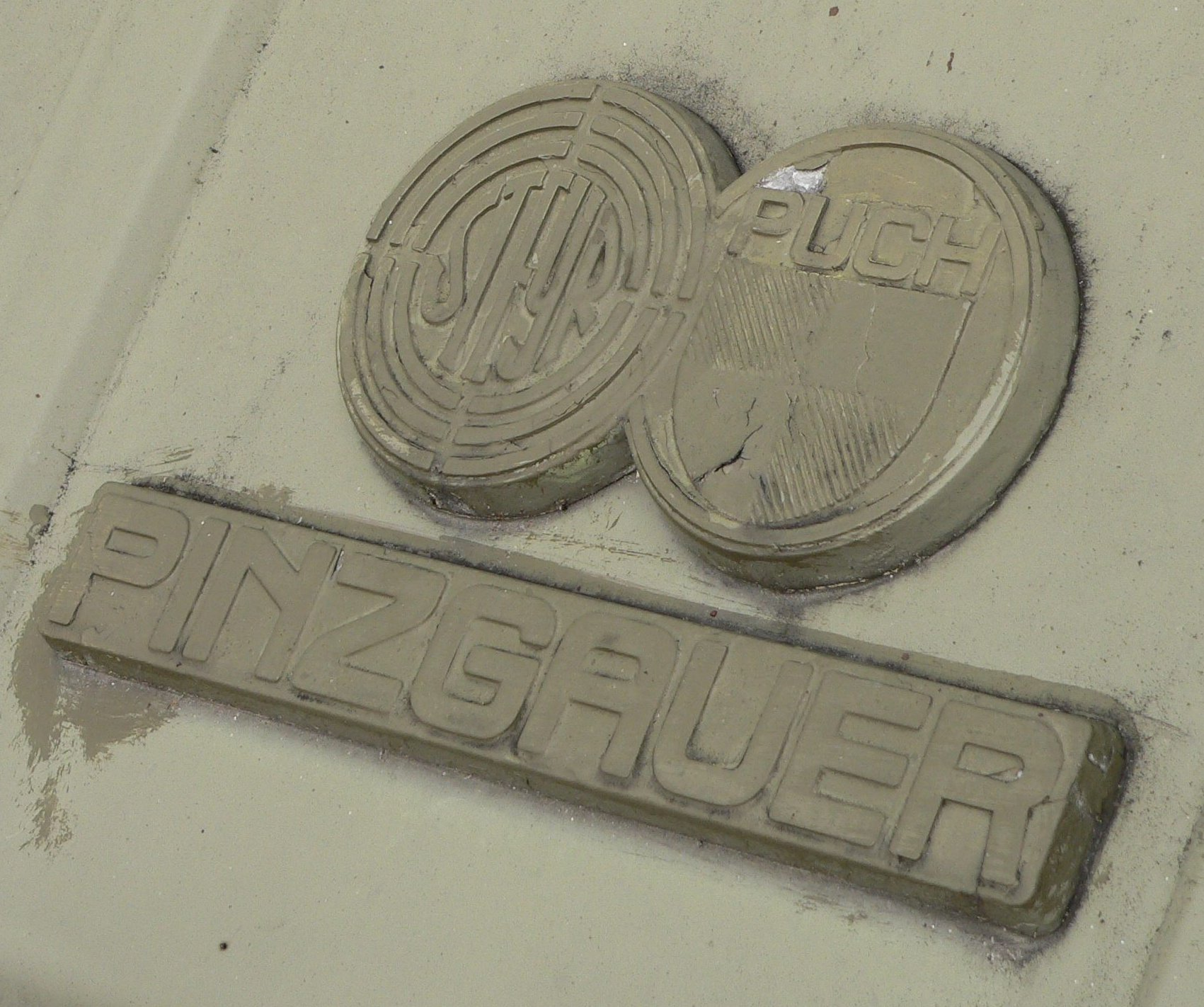
Logo de Steyr-Puch en el Pinzgauer.

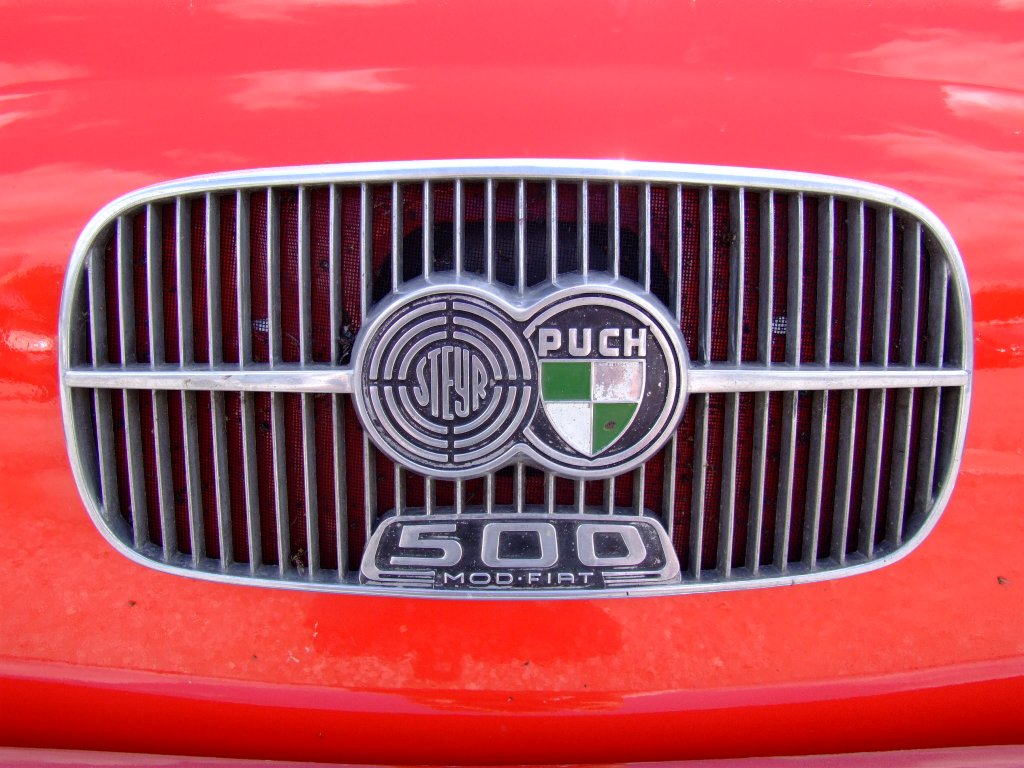
Logo de Steyr-Puch en el Puch 500.

En 1934, Steyr se fusionó con Austro-Daimler-Puch para formar Steyr-Daimler-Puch. El rango de vehículos producido en estos años consistía principalmente de diseños muy modernos, con líneas parcialmente o totalmente deportivas, desde el Steyr 50 de 1.200 cm³ al 2.3 L 220 seis.
Durante la Segunda Guerra Mundial, cuando Austria era parte del Tercer Reich, el Generaldirektor de Steyr-Daimler-Puch Georg Meindl se convirtió en uno de los primeros industriales alemanes en sugerir el uso de trabajo esclavo de campos de concentración para aumentar la mano de obra en Steyr. La petición fue aprobada y fueron traídos prisioneros mediante trenes custodiados del campo de Mauthausen-Gusen, un complejo situado en Gusen, a 30 km de distancia. Más tarde, el 5 de enero de 1942 Meindl escribió una carta al Gruppenfürhrer SS Ernst Kaltenbrunner recomendando la construcción de un nuevo campo 'satélite' para albergar a prisioneros más cerca del complejo de fábricas de Steyr, explicando cómo esto reduciría el tiempo y la pérdida de prisioneros en el tránsito desde y hacia el trabajo, en tanto que también reduciría los costes se seguridad y transporte asociados. Esto fue aprobado y los prisioneros fueron utilizados en la construcción de las instalaciones y para sustituir a la mano de obra. Esta práctica no era común en otras empresas mayores alemanas, aunque algunas siguieron este ejemplo incluida Mercedes-Benz y MAN. El rango de vehículos producidos era para uso militar, incluido el Steyr RSO Raupenschlepper Ost con un motor refrigerado por aire 3.5 L V8 diseñado por Ferdinand Porsche, que trabajó para la compañía en este tiempo. La producción de guerra también incluía pequeñas armas, rifles de asalto, ametralladoras,  motores y aviones.
Después de la guerra, Steyr-Daimler-Puch construyó camiones y autobuses con motores diésel, tractores de tamaños pequeños y pesados, y también reanudó la producción de coches de pasajeros. En un principio, Steyr ensambló el FIAT 1100 E, y después puso su propio motor en el FIAT 1400, renombrándolo como "Steyr 2000". Desde 1957 hasta mediados de los años 1970 produjo el pequeño Puch 500 bajo licencia de FIAT, otra vez con motor de diseño austríaco.
Más prominentes, sin embargo, era el rango de vehículos todoterreno, desde el dos cilindros Haflinger y el pesado 4x4 o 6x6 Pinzgauer, el Fiat Panda 4x4 (999cc) hasta el Mercedes-Puch G. SDP fue en un inicio el diseñador y fabricante de estos vehículos. El Haflinger fue producido desde 1959-1974, el Pinzgauer desde 1971-2000, y el Puch G (también conocido como Mercedes-Benz Clase G) desde 1979.
En 1969 Steyr-Daimler-Puch A.G. entra en el accionariado de la empresa española Avello, S.A. y comienzan una joint-venture que duraría hasta bien entrados los 80 y en la que producirían motocicletas con licencia Puch para el mercado español en sus instalaciones asturianas e incluso llegarían a desarrollar modelos específicos para dicho mercado.
La compañía produjo una línea de motocicletas y escúteres comercializados en Estados Unidos por Sears Roebuck. La rama de Austro-Daimler construyó tractores pesados y camiones para el Ejército austrohúngaro (antes de 1915). La producción principal de tractores civiles para la agricultura empezó en 1947.
Después de la guerra Steyr-Daimler-Puch reanudó la producción de bicicletas y ciclomotores, estableciendo gradualmente distribuidores en varios países para gestionar sus ventas. Steyr también fabricó bicicletas para otros minoristas, notablemente Sears. A mediados de los años 1970 fue introducida "Steyr-Daimler-Puch America" en Connecticut para la gestión de la importación y distribución de bicicletas y ciclomotores. Las bicicletas Puch Austro-Daimler continuaron su producción en Graz en Austria hasta que la división de fabricación de motocicletas y bicicletas fue vendida a mediados de 1987 a Piaggio & C. S.p.A. de Italia.
Debido de la extrema durabilidad y dureza, los productos Steyr ganaron muchos seguidores entusiásticos en todo el mundo.

## Disolución gradual
En 1987, Steyr-Daimler-Puch AG empezó a vender porciones de sus diferentes líneas de productos para formar compañías separadas, que incluyeron Steyr Nutzfahrfahrzeuge AG (SNF) (aún con sede en Steyr) para la producción de camiones, Steyr Bus GmbH (en Viena) para la producción de autobuses, Steyr-Daimler-Puch Fahrzeugtechnik AG (SFT) (en Graz) para el ensamblaje de automóviles y, en 1990, Steyr Tractor (Steyr Landmaschinentechnik AG).
Otras líneas de producción también fueron segregadas o vendidas para formar compañías independientes, incluyendo la división de motocicletas Puch que fue adquirida por Piaggio y Steyr Mannlicher fabricante de armas. En 1990, la división de motores diésel fue segregada en la Steyr Motorentechnik GmbH, que en 2001 se convirtió en compañía independiente, renombrándose Steyr Motors GmbH. Steyr Landmaschinentechnik AG (tractores Steyr) fue vendida a Case Corporation en 1996 y renombrada Case Steyr Landmaschinentechnik (que es parte de CNH desde 1999).  Por otro lado, la rama española Steyr-Puch A.G. - Avello, S.A. dedicada a la fabricación de motocicletas,  terminaría siendo absorbida por la nipona Suzuki en 1988.
La producción de automóviles permaneció como Steyr-Daimler-Puch Fahrzeugtechnik (SFT) hasta que Magna International adquirió una participación mayoritaria, en 1998, y en 2001-02 SFT fue completamente absorbida por Magna, convirtiéndose en Magna Steyr.
En 1998, la producción de vehículos militares fue vendida a una compañía inversora austríaca, que la renombró Steyr-Daimler-Puch Spezialfahrzeug GmbH (SSF).  En 2003, SSF fue vendida a la empresa estadounidense General Dynamics, un fabricante de material de defensa.

## Vehículos militares

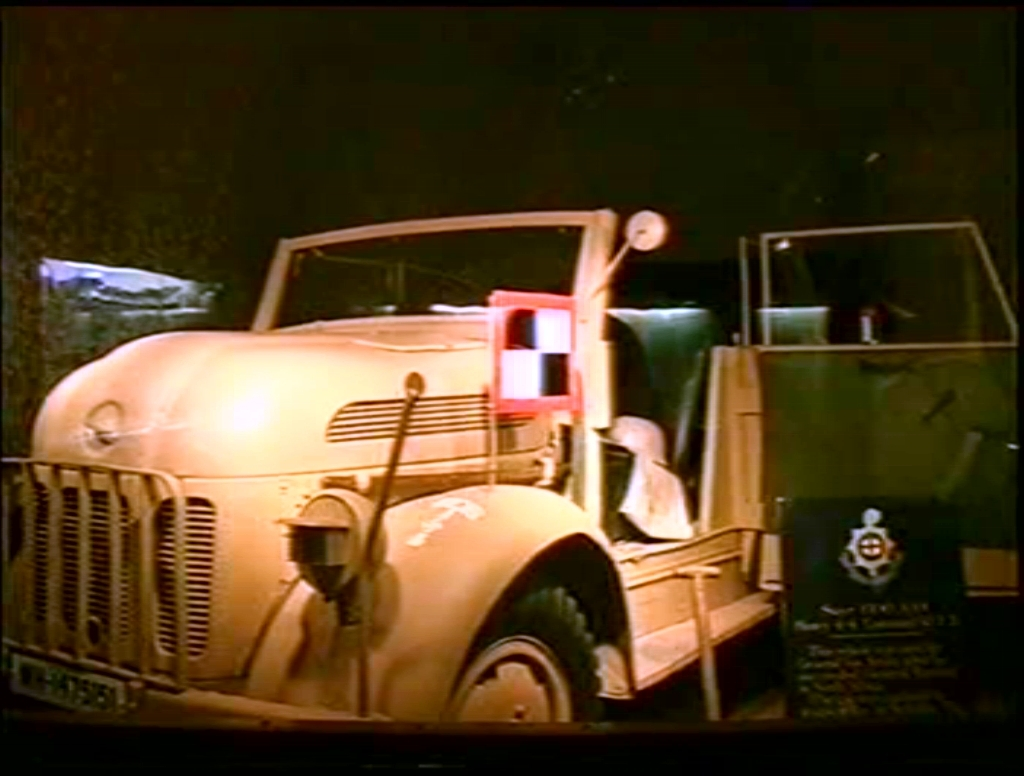
Vehículo del General Von Arnim del Afrika Korps en el Eastbourne Redoubt.

### Segunda Guerra Mundial
- Raupenschlepper Ost tractor sobre orugas
- Greif A1 4KH7FA-SB vehículo blindado de recuperación

### Guerra fría
- SK-105 Kürassier tanque ligero/cazatanques
- Saurer 4K 4FA APC
- Steyr 4K 7FA APC
- Steyr 1491 Percheron camión pesado - variante construida por UTDC como 24M32 Vehículo Logístico Pesado Motorizado

### Actualidad
- Pandur 6X6 APC
- Pandur 8X8 APC
- Steyr 12M18 camión pesado - variante construida por BAE Systems Land & Armaments como Familia de Vehículos Tácticos Medios (Family of Medium Tactical Vehicles)
- ASCOD AFV